# Pieter Johannes Albertus de Bruïne
Pieter Johannes Albertus de Bruïne (Vlissingen, 22 januari 1845 – Dordrecht, 13 februari 1919) was een Nederlandse burgemeester.

## Leven en werk
De Bruïne werd in 1845 in Vlissingen geboren als zoon van de hervormde predikant Jan Rudolph de Bruine en Berendina Antonia Nibbelink. De Bruïne werd in 1873 benoemd tot burgemeester van de gemeenten Hoogwoud en Opmeer. Vier jaar later volgde zijn benoeming tot burgemeester van Zwijndrecht. Van deze gemeente zou hij bijna veertig jaar burgemeester zijn. Hij zette zich als burgemeester van Zwijndrecht in tegen het drankmisbruik. Hij stimuleerde de bouw van nieuwe scholen. Tijdens zijn burgemeesterschap werd de gemeentelijke drinkwaterleiding gerealiseerd. De Bruïne zag het belang van het aantrekken van nieuwe bedrijven ten behoeve van de werkgelegenheid in zijn gemeente. In 1895 kwam er een vestiging van Internationale Guano en Superphosphaat Werken (IGSW). In respectievelijk 1912 en in 1914 kwamen er vestigingen van Van den Bergh's Zeepfabrieken en Jurgens Oliefabrieken in Zwijndrecht. Hij spande zich in om een goede spoorverbinding te krijgen en wist de verplaatsing van het ongunstig gelegen station naar een centrale plek in Zwijndrecht te bewerkstelligen.
De Bruïne verzette zich met succes tegen de dreigende annexatie van Zwijndrecht door Dordrecht in 1900. Volgens de historische vereniging Zwijndrecht was het door hem aangevoerde argument van de groeimogelijkheden van Zwijndrecht doorslaggevend bij deze besluitvorming.
De Bruïne trouwde in 1874 in Sliedrecht met Anna Pieternella Hartog. Hij overleed - nog geen twee jaar na zijn aftreden als burgemeester - in 1919 op 74-jarige leeftijd in Dordrecht. In Zwijndrecht werd de Burg. de Bruïnelaan naar hem genoemd. Op het kruispunt van deze straat met de  Julianastraat en Prins Bernhardstraat staat een monumentale straatlantaarn, die hem bij zijn afscheid in 1917 werd geschonken.